# Палмитус
Палмитус (порт. Palmitos)  —  муниципалитет в Бразилии, входит в штат Санта-Катарина. Составная часть мезорегиона Запад штата Санта-Катарина. Входит в экономико-статистический  микрорегион Шапеко. Население составляет 16 040 человек на 2006 год. Занимает площадь 350,690 км². Плотность населения — 42,1 чел./км².

## История
Город основан 2 марта 1954 года.

## Статистика
- Валовой внутренний продукт на 2003 составляет 144.032.786,00 реалов (данные: Бразильский институт географии и статистики).
- Валовой внутренний продукт на душу населения на 2003 составляет 9.384,47 реалов (данные: Бразильский институт географии и статистики).
- Индекс развития человеческого потенциала на 2000 составляет 0,799 (данные: Программа развития ООН).

## География
Климат местности: субтропический гумидный.